# هكتور جيلفيلان
هكتور جيلفيلان (بالإنجليزية: Hector Gilfillan)‏ (26 فبراير 1903 في المملكة المتحدة - 1970) هو لاعب كرة قدم بريطاني (وحمل سابقاً جنسية المملكة المتحدة لبريطانيا العظمى وأيرلندا) في مركز جناح ‏. لعب مع نادي ووركينغتون ودارلينجتون إف سى.